# Appuna
Appuna är kyrkby i Appuna socken i Mjölby kommun i Östergötlands län.
Här ligger Appuna kyrka.

## Gårdar
Gårdarna bestod av 9 mantal. I byn fanns även en sockenstuga och ett fattighus.

### Trumpetargården
Trumpetargården var en gård i Appuna.

### Västra Norrgården
Västra Norrgården var en gård i Appuna som bestod av 1⁄2 hemman.

### Östra Norrgården
Östra Norrgården var en gård i Appuna som bestod av 1⁄2 hemman.

### Västergården
Västergården var en gård i Appuna.

### Prästgården
Prästgården var en gård i Appuna.

### Lilla Östergården
Lilla Östergården var en gård i Appuna.

### Stora Östergården
Stora Östergården var en gård i Appuna.

### Älvegården
Älvegården var en gård i Appuna som bestod av 1⁄2 hemman.

### Orregården
Orregården var en gård i Appuna som bestod av 1 hemman.

### Mellangården
Mellangården var en gård i Appuna.